# Peter Koslowski
Peter Koslowski (1952, Gotinga - 15 de mayo de 2012) fue un profesor de Filosofía, especializado en filosofía de la gestión y organización y en historia de la filosofía moderna, que trabajó en la Universidad de Ámsterdam. Fue un reconocido especialista mundial de ética y finanzas.

## Biografía
Estudió en las Universidades de Tubinga, Múnich y en el Instituto Politécnico y Universidad Estatal de Virginia. Obtuvo su doctorado en filosofía en 1979 y su Máster en Economía en 1980, ambos en la Universidad de Múnich.

### Carrera profesional
- 1985-87 Professor y Director del Institute for the Studium fundamentale en la Universidad Witten/Herdecke, en Alemania. Fue profesor adjunto de Filosofía y Economía Política entre 1987 y 2004.
- 1987-2001 Director Fundador del Forschungsinstitut für Philosophie Hannover (Instituto de Investigación Filosófica de Hannover).
- 1996-2001 Director Fundador del Centrum für Ethische Ökonomie und Wirtschaftskultur (Centro por la Economía Ética y la Cultura Empresarial).
- 2002-2003 Asesor del Liberty Fund, Inc., Indianápolis, Estados Unidos.
- 2003-2004 International Center for Economic Research (ICER), Turín, Italia
- 2004-actual Profesor de Filosofía del Vrije Universiteit Amsterdam, Ámsterdam, Países Bajos.

## Publicaciones

### Libros principales
Koslowski ha escrito numerosos libros, y ha sido coautor y editor de muchos otros. En la lista aparecen los libros de los que es autor.
- Ethik der Banken. Folgerungen aus der Finanzkrise, 2009 (English edition The Ethics of Banking. Conclusions from the Financial Crisis, 2011).
- Principles of Ethical Economy (2000, paperback ed. 2001). Original germano: Prinzipien der Ethischen Ökonomie (1988, 2ª ed. 1994) traducido al francés, chino, ruso
- Ethics of Capitalism, with a Comment by James M. Buchanan, in: Ethics of Capitalism and Critique of Sociobiology. Two Essays (1996). Original germano: Ethik des Kapitalismus. Mit einem Kommentar von James M. Buchanan (1982, 6ª ed. 1998), traducción al chino, castellano, ruso, japonés, coreano
- Die postmoderne Kultur (The Postmodern Culture, 1987, 2ª ed. 1988; traducción al chino, italiano, japonés, ruso, ucraniano)
- Philosophien der Offenbarung. Antiker Gnostizismus, Franz von Baader, Schelling (Philosophies of Revelation. Ancient Gnosticism, Franz von Baader, Schelling), 2001, 2ª ed. 2003.
- Der Mythos der Moderne. Die dichterische Philosophie Ernst Jüngers (The Myth of Modernity. The Poetic Philosophy of Ernst Jünger), 1991. traducción al ruso)
- Vaterland Europa (Fatherland Europe. National and European Identity in Conflict, con Rémi Brague, 1997)
- Wirtschaft als Kultur (The Economy as Culture, 1989)
- Politik und Ökonomie bei Aristoteles (Politics and Economics in Aristotle, 1976, 3ª ed. 1993)
- Gesellschaft und Staat. Ein unvermeidlicher Dualismus (Society and State. An Inevitable Dualism, 1982; traducción al ruso)
- Staat und Gesellschaft bei Kant (State and Society in Kant, 1985).
- Nachruf auf den Marxismus-Leninismus (Farewell to Marxism-Leninism, 1991; traducción al ruso)
- As Editor: A Discourse of the World Religions, 5 Vols., Vol. 1: God, the Origin of the World, and the Image of the Human in the World Religions, Vol. 2: The Origin and Overcoming of Evil and Suffering, Vol. 3: Nature and Technology in the World Religions, Vol. 4: Progress, Apocalypse, and Completion of History and Life after Death of the Human Person in the World Religions, 2001-2002; Vol. 5: Philosophy Bridging the World Religions, 2003 (ed. germana: Diskurs der Weltreligionen, 5 vols. 2000-2002)
- Gnosis und Theodizee. Eine Studie über den leidenden Gott des Gnostizismus (Gnosticism and Theodicy. A Study about the Suffering God of Gnosticism, 1993)
- Evolution and Society. An Assessment of Sociobiology, in: Ethics of Capitalism and Critique of Sociobiology (1996, German edition: Evolution und Gesellschaft. Eine Auseinandersetzung mit der Soziobiologie, 1989; traducción al ruso y al francés)
- Die Prüfungen der Neuzeit. Über Postmodernität (The Examinations of the Modern Age. On Postmodernity, 1989)
- Die Kulturen der Welt als Experimente richtigen Lebens. Entwurf für eine Weltausstellung (The Cultures of the World as Experiments of the Right Life. A Design for a World Exhibition [The World Exposition EXPO 2000 Hannover] (1990).